# 三田藩
三田藩（さんだはん）は、摂津国有馬郡三田（現在の兵庫県三田市）周辺を領有した藩。藩庁は当初三田城、のち三田陣屋。関ヶ原の戦いの後、有馬則頼が2万石で入封したのが起源。一時廃藩となったが、寛永10年に志摩（三重県）鳥羽から九鬼久隆3万6000石が転入して廃藩置県にいたる。丹波綾部藩は分家。

## 略史
鎌倉時代以前の三田は金心寺と三輪神社の門前町を中心に多くの荘園ができ、地頭である豪族が桑原城、貴志城、大原城などの小さな山城を築いて統治していたが、室町時代に荘園公領制が消滅すると城下町としての性格を強め三田藩が成立していく。
- 1361年（康安元年）　播磨国守護だった赤松則村（円心）の四男・氏範が有馬郡を領有し三田城（車瀬城）を築城。
- 1386年（至徳3年） 南北朝の争いで赤松一門が足利軍に組する中、氏範だけは南朝方に付き、幕府派遣の討伐軍に攻められ自害。
- 1409年（応永16年）　氏範の兄である赤松則祐の五男・義祐が有馬郡を領有し摂津有馬氏を名乗るようになる。
- 1575年（天正3年） 織田信長の「天下布武」の下、摂津国を平定した荒木村重が、織田陣営の丹波国攻略の要として家臣の安都部弥市郎を荒木重堅と改名し、三田城に入城させ1万石の城下町として整備していく。
- 1582年（天正10年） 荒木村重が織田信長に謀反を起こしたときに重堅は三田城を開城、代わって信長の家臣であった山崎片家（堅家）が近江国山崎城より三田に入封、2万3千石の領主となった。

### 近世三田藩
- 1601年（慶長6年） 山崎家盛は関ヶ原の戦いで西軍に仕え敗戦するも、罪を問われることなく因幡国若桜藩に転封となる。代わって摂津有馬氏の出で東軍の武将であった有馬則頼が播磨国淡河から2万石で入封。
- 1602年（慶長7年） 有馬則頼が没すると丹波国福知山藩6万石を所領していた嫡男の豊氏が家督を継ぎ、三田藩2万石を併合し福知山藩8万石の所領となった。これにより三田藩は一旦廃藩となり三田城（車瀬城）も破却される。
- 1620年（元和6年）　福知山藩主の有馬豊氏は大坂の陣の武功により20万石の大名となり筑後国久留米藩に移封。
- 1626年（寛永3年）　出羽国上山藩から松平重直が3万石で三田に入封し三田藩は復活する。のちに、松平重直は豊後国高田藩（竜王藩）に転封となる。
- 1633年（寛永10年）幕府は 志摩国鳥羽藩の九鬼氏の家督相続にかかる争いを理由に、九鬼久隆を3万6千石で三田へ転封に処し、九鬼隆季へ新規に丹波国綾部藩2万石を宛行う。

### 九鬼氏の統治
九鬼氏は藤原北家熊野別当の末裔で紀伊国牟婁郡（現在の三重県尾鷲市）で起こり、志摩国鳥羽藩（三重県鳥羽市）を拠点に九鬼水軍を統率し秀吉の九州征伐や朝鮮出兵で水軍総督を務めた大名である。守隆の死後、五男の久隆と三男の隆季との間に家督争いが起こり、この家督争いを理由に内陸の三田と綾部にそれぞれ移封となる。これにより、九鬼氏は鳥羽の地と水軍を失い、宗家を三田に移し廃藩置県までの約240年間、三田藩を統治することになる。
居城は三田陣屋で、現在の有馬高校校舎敷地（三田城跡）に二の丸・御茶屋・武器庫・煙硝蔵などを設け、現在の三田小学校敷地に御館が築かれた。御館は、御広間・御小書院・御大書院・御居間・台所・御局・御守殿などから構成されていた。現在陣屋跡には水堀が残り、御下屋敷表門（黒門）の部材が金心寺の門に使用されている。
九鬼氏は石高にそぐわない多くの家臣団を召し抱えていたため、財政は入封早々より行き詰まった。
2代隆昌の時代に藩の機構が整えられた。7代隆由は寛保2年（1742年）藩校「国光館」を開いた。8代隆邑の安永9年（1780年）には増税により農民一揆が起こり、城下の商家数件が打ち壊しに遭った。
特筆すべきは10代藩主隆国である。天保10年（1839年）に城主格大名に引き上げられた。好学の名君であり文政元年（1818年）藩校である「国光館」を新たに「造士館」として発展させた。また洋学にも関心を示し、幕末に向け三田藩の近代化を推進する素地を開いた中興の祖である。
最後の13代隆義は藩政改革を行い、軍隊を洋式に改めた。慶応3年（1867年）藩論が倒幕に統一され、鳥羽・伏見の戦いにおいても洋式軍隊を率い官軍方として参戦した。また、明治維新が起こると、近代港として神戸港が整備されると知るや、幕末から明治維新の混乱による財政の立て直しと廃藩置県で困窮する三田藩士を救うべく、藩士の白洲退蔵（白洲次郎の祖父）、小寺泰次郎らとともに「志摩三商会」という神戸初の輸入商社を設立する。これが成功を収め不動産や金融業に乗り出し、現在の元町、三宮といった神戸港周辺の都市開発や神戸女学院の前身である女子寄宿学校・神戸ホームの創立に関わるなど、神戸の街づくりに多大な影響を及ぼしている。
明治4年（1871年）廃藩置県により三田県となる。その後、兵庫県に編入された。
藩主家は明治2年に華族に列し明治17年（1884年）に子爵となった。

## 歴代藩主

### 山崎家
外様 2万3000石 （1600年 - 1601年）
1. 家盛（いえもり）〔従五位下、左馬允〕

### 有馬家
外様 2万石 （1601年 - 1602年）
1. 則頼（のりより）〔従五位下、中務少輔〕
2. 福知山藩有馬豊氏領となる（1602年 - 1620年）

### 松平〔能見〕家
譜代 3万石 （1626年 - 1632年）
1. 重直（しげなお）〔従五位下、丹後守〕

### 九鬼家
外様 3万6000石 （1632年 - 1871年）
1. 久隆（ひさたか）〔従五位下、大和守〕
2. 隆昌（たかまさ）〔従五位下、長門守〕
3. 隆律（たかのり）〔従五位下、和泉守〕
4. 副隆（すえたか）〔従五位下、長門守〕
5. 隆久（たかひさ）〔従五位下、大和守〕
6. 隆抵（たかやす）〔従五位下、丹後守〕
7. 隆由（たかより）〔従五位下、伊勢守〕
8. 隆邑（たかむら）〔従五位下、長門守〕
9. 隆張（たかはる）〔従五位下、長門守〕
10. 隆国（たかくに）〔従五位下、和泉守〕
11. 隆徳（たかのり）〔従五位下、長門守〕
12. 精隆（きよたか）〔従五位下、長門守〕
13. 隆義（たかよし）〔従五位下、長門守〕

## 幕末の領地
- 摂津国
  - 有馬郡のうち - 53村
  - 氷上郡のうち - 10村